# Рейц, Дженнифер Диана
Дженнифер Диана Рейтц (англ. Jennifer Diane Reitz; род. 30 декабря 1959 года) — американская писательница, автор веб-комиксов и геймдизайнер. Она известна сайтом Happy Puppy, который она открыла со своими партнерами, Стивеном Леписто (англ. Stephen P. Lepisto) и Сандрой Вудрафф (англ. Sandra Woodruff), и с которыми она создала компьютерную игру Boppin. Рейц также работала над играми в Interplay.
14 февраля 1995 года Рейтц и ее партнеры запустили игровой веб-сайт Happy Puppy, где они опубликовали демоверсии игр. В течение некоторого времени этот сайт был самым посещаемым игровым веб-сайтом в Интернете, и в течение 1996 года его посещали около 2,5 миллионов раз в месяц, в том же году Happy Puppy был приобретен компанией Attitude Network. С 2006 года сайт перешел в автономный режим. Рейц пишет обзоры игр и является соучредителем семейной компании Accursed Toys.
Рейтц — транс-женщина и сделала операцию по коррекции пола.

## Веб-комиксы
- Unicorn Jelly
- Pastel Defender Heliotrope
- To Save Her
- Impossible Things Before Breakfast